# Porrorhynchus
Porrorhynchus – rodzaj wodnych chrząszczy z rodziny krętakowatych i podrodziny Gyrininae.

## Taksonomia
Rodzaj opisany został w 1835 roku przez Francisa de Laporte de Castelnau. Gatunkiem typowym został Porrorhynchus marginatus. W latach 1926–27 Georg Hermann Alexander Ochs podzielił należące tu gatunki na dwa podrodzaje rodzaju Dineutus. Do rangi rodzaju wyniósł go powtórnie Per Brinck w 1955 roku. Obecnie rodzaj ten uznawany jest za grupę siostrzaną rodzaju Dineutus.

## Morfologia
Zbliżony do rodzaju Dineutus, od którego różni się wydłużonym, kolcowatym wierzchołkiem goleni przednich odnóży samców i wydłużonym, prawie trójkątnym labrum.

## Rozprzestrzenienie
Rodzaj zamieszkuje Azję Południowo-Wschodnią od Birmy i południowych Chin po Indonezję, z kilkoma nietypowymi gatunkami na Sri Lance.

## Systematyka
Należą tu 3 podrodzaje i kilka gatunków:
- Porrorhynchus (Ceylorhynchus) Brinck
- Porrorhynchus sensu stricto Laporte de Castelnau, 1835
  - Porrorhynchus barthelemyi Régimbart, 1907
  - Porrorhynchus brevirostris Régimbart, 1877
  - Porrorhynchus landaisi Régimbart, 1892
  - Porrorhynchus marginatus Laporte de Castelnau, 1835
- Porrorhynchus (Rhomborhynchus) Ochs, 1926
  - Porrorhynchus depressus Régimbart, 1892